# 水色時代 キャラクター・ソング・コレクション Present
『水色時代 キャラクター・ソング・コレクション Present』（みずいろじだい キャラクター・ソング・・コレクション・プレゼント）は、テレビアニメ『水色時代』のキャラクターソングアルバム。1996年7月20日に日本コロムビアから発売された。

## 概要
- 主題歌と挿入歌、および鈴木真仁（主人公の河合優子役）と樋口智恵子（高幡多可子役）によるキャラクターソング3曲（うち1曲はデュエット）が収録されている。
- 後期エンディングテーマ「約束はAlright!」は本アルバムが初出であり、EDでの起用に際しシングルカットされた。
- ジャケットには、原作者やぶうち優による優子のイラストが描かれている。

## 収録曲
1. 水色時代 [4:37]
歌：米屋純
作詞・作曲・編曲：尾崎亜美
  - オープニングテーマ
2. 放課後 [4:22]
歌：瀧本瞳
作詞・作曲：田辺智沙、編曲：岩﨑元是
3. 約束はAlright! [5:10]
歌：YAG PD（伊賀絵里香、中林美沙、松浦有希子）
作詞：青柳美奈子、作曲・編曲：岩崎元是
  - 後期エンディングテーマ
4. Diary [4:44]
歌：鈴木真仁、樋口智恵子
作詞・作曲：田辺智沙、編曲：大坪正
5. 涙が勇気に変わる時 [4:43]
歌：樋口智恵子
作詞・作曲：宮島律子、編曲：大坪正
6. 天使からFor You [4:29]
歌：鈴木真仁
作詞：Meg、作曲・編曲：岩崎元是
7. 君がいるから [3:46]
歌：中島浩一
作詞：里乃塚玲央、作曲：林哲司、編曲：米光亮
8. 恋をしようよ [3:45]
歌：YAG PD
作詞：橋本寛、作曲・編曲：大坪正
9. Be Proud Of・・・ [5:01]
歌：もりめぐみ
作詞：里乃塚玲央、作曲：林哲司、編曲：鶴由雄
10. あの頃のように [4:50]
歌：鈴木真仁
作詞・作曲：田辺智沙、編曲：岩崎元是
  - 前期エンディングテーマ